# Баязид Ансари
Баязид ибн Абдуллах Ансари (пушту بايزيد انصاري‎;
1525 или 1515 — 1585) — афганский писатель, поэт и богослов, торговец, основатель секты и руководитель антифеодального антимогольского движения рошани в Афганистане. Своё учение изложил в сочинении «Преблагая весть». Его сторонники дали ему прозвание Пир-и Рошан («светлый старец»).

## Биография
Родился в г. Джаландхар (Пенджаб) в семье выходцев из Канигурама. Его отец и дед были известными богословами. Основы исламского права постиг под руководством одного из учеников отца. В молодые годы во время многочисленных торговых поездок испытал на себе влияние суфизма и исмаилизма. Принимал участие в полемике с «правоверными» богословами.
В 1542 году провозгласил себя пророком (наби), которому якобы было ниспослано «божественное откровение», и приступил к пропаганде своих идей. Идеи Баязида Ансари получили широкое признание. В 1550 году он прекратил занятие торговлей и полностью посвятил себя распространению своего учения. Он боролся с идеологическими противниками, воевал против афганских феодалов и могольских завоевателей.
Умер в 1585 году во владениях племени афридиев. Его тело было перевезено и погребено в Бхактапуре.

## Богословская деятельность
Баязид Ансари слагал стихи, писал свои сочинения на афганском, персидском и арабском языках. Предложил свою систему алфавита для афганского языка. Его главные труды:
- Хайр аль-байан[2],
- Халнама-и пир-и дастгир,
- Сират ат-таухид,
- Максуд аль-му’минин[1]